# Saint-Étienne-de-Fontbellon
Saint-Étienne-de-Fontbellon è un comune francese di 2 584 abitanti situato nel dipartimento dell'Ardèche della regione dell'Alvernia-Rodano-Alpi.

## Società

### Evoluzione demografica
Abitanti censiti